# David Manfouo
David Manfouo, né en 1962 à Bangang est un homme politique et homme d'affaires camerounais. Il est député RDPC à l’Assemblée nationale depuis 2007. Il est  président-directeur général du Groupe Elegance Pressing et dirigeant de la microfinance NOFIA.

## Biographie

### Enfance, formation et débuts
David Manfouo est né en 1962 à Bangang dans la commune de Batcham, dans le département du Bamboutos dans la région de l'Ouest de parents agriculteurs.  Il fait ses études primaires à l’école catholique St Jacques de Bangang, puis à l’école catholique St Thomas de Bafou. Il fait ses études secondaires au lycée de Dschang où il obtient son Baccalauréat en 1980.

### Carrière

#### Homme d'affaires
David Manfouo est le Président et Fondateur de l'entreprise Elégance Pressing, du Groupe Belavie. En 2009, il crée la microfinance Nouvelle Financière Africaine (NOFIA). 
En 1984, il lance à Douala. Belavie, une entreprise spécialisée dans le tourisme et le divertissement. Le Groupe Belavie comprend entre autres boulangerie, snack bar restaurant, Supermarché et hôtel. 

#### Carrière politique
David Manfouo est un militant du Rassemblement Démocratique du peuple camerounais.

### Philanthropie
Il est à l'initiative des Bourses Manfouo David, une programme caritatif qui récompenses des élèves et encadreurs ayant excellé au cours de l'année scolaire. La 18e édition de la remise des prix son programme de bourse  s'est tenue en décembre 2023 à Mbouda

## Distinctions
En octobre 2024, il est élevé au rang de Grand Notable de la Chefferie supérieure du Canton Bassa. 